# Why Must I Die?
Why Must I Die? est un film noir américain réalisé par Roy Del Ruth et sorti en 1960. C'est son dernier film en tant que réalisateur.
Pour plus de détails, voir Fiche technique et Distribution.

## Synopsis
Après un casse raté et une course poursuite au cours de laquelle ils ont failli perdre la vie, Lois King décide de quitter Eddie et Red, son père et perceur de coffre-fort.
Décidée à gagner sa vie honnêtement, la jeune femme finit par trouver un emploi au Cuckatoo club. Son propriétaire Kenny Randall tombe vite amoureux de Lois, qui lui a caché son passé trouble.
Mais Eddie et sa nouvelle partenaire Dottie Manson, ont retrouvé la trace de Lois. Ils menacent de faire en sorte que la peine de Red, actuellement en prison, soit prolongée à vie si Lois ne les aide pas à cambrioler le Cockatoo.

## Fiche technique
- Autre titre : 13 Steps to Death
- Réalisation : Roy Del Ruth
- Scénario : Richard Bernstein
- Dialogues : Herbert G. Luft
- Société de distribution : American International Pictures
- Photographie : Ernest Haller
- Musique : Richard LaSalle
- Montage : John Hoffman
- Durée : 86 minutes
- Date de sortie : 
  - États-Unis : juin 1960

## Distribution
- Terry Moore : Lois King
- Debra Paget : Dottie Manson
- Bert Freed : Adler
- Juli Reding : Mitzi
- Lionel Ames : Eddie Rainey
- Dorothy Lovett
- Phil Harvey